# 동대문운동장 수영장
동대문운동장 수영장은 일제 치하 때 경성수영장이란 이름으로 1938년 5월 20일 개장해 1993년에 폐쇄된 옥외 수영장이다.
1970년대까지만 해도 수영 스타 산실로 각광을 받으며 아시아의 물개 조오련, 아시아의 인어 최윤희 등을 배출했다.

## 같이 보기
- 동대문운동장